# Wenzel Gruber
Wenzel Gruber, född 24 december 1814 i Böhmen, död 30 september 1890 i Wien, var en österrikisk anatom.
Gruber blev medicine doktor i Prag 1844, var prosektor där, men antog 1847 kallelse som förste prosektor vid den militärmedicinska akademien i Sankt Petersburg och var 1858-88 ordinarie professor i anatomi där. Under en 41-årig vetenskaplig verksamhet utgav han närmare 500 större och mindre anatomiska avhandlingar, vilka är förtecknade i "Verzeichniss der von 1844 bis 1884 veröffentlichten Schriften" (1884).